# Samostan Sant'Antimo
Samostan Sant'Antimo (italijansko Abbazia di Sant'Antimo), je nekdanji benediktinski samostan v Castelnuovo dell'Abate, v občini Montalcino v Toskani v osrednji Italiji. Od Montalcina je oddaljen približno 10 km, od ceste Via Francigena, romarske poti do Rima, približno 9 km. Po dolgih letih neuporabe je samostan leta 1992 ponovno zasedla majhna skupnost premonstratencev. Od januarja 2016 so stanovalci skupnost menihov iz benediktinskega reda Olivetani.
V bližini samostana teče pritok reke Orcia, Starcia. Dostop je po lokalni cesti.

## Ime
Ime samostana se domnevno nanaša na svetega Antima Rimskega, krščanskega mučenika in svetnika, ki je bil žrtev v obdobju Dioklecijanovih preganjanj in katerega relikvije naj bi bile sem prestavljene v poznem 8. stoletju.

## Zgodovina
Izvor samostana je nejasen. Arheološke raziskave najdišča niso bile popolne, vendar so bili najdeni artefakti iz zgodnjekrščanskih obdobij. Temelji prvotnega benediktinskega samostana segajo v čas Karla Velikega. Različne pripovedi o Karlu Velikem, ki je ustanovil samostan, niso neposredno zgodovinsko utemeljene; prvič se v znanih dokumentih pojavijo v listini cesarja Henrika III. iz leta 1051.
Najzgodnejši dokument, ki se nanaša na samostan, je zemljiška podpora Ludvika Pobožnega z dne decembra 813, ki je danes v Archivio di Stato v Sieni. Opat je dobil polna začasna pooblastila v cesarskem dokumentu leta 952. Po zapuščini Bernarda degli Ardengheschija se je gradnja sedanje cerkve začela pred letom 1118, datumom, ki je vklesan na stopnici oltarja in na stebru levo od nje. Deli zgodnejše stavbe ostajajo vidni v kripti in v tako imenovani Cappella Carolingia ali Karolinški kapeli.
To je bilo obdobje največje moči samostana, ki je imel oblast nad 38 cerkvami, od Pise do Grosseta, in nadzoroval približno 1000 mansi ali kmetijskih posesti po vsej Toskani. Najpomembnejša lastnina samostana je bil grad Montalcino, ki je bil prebivališče opata.
Sredi 12. stoletja so ga Firence ustavile v širitvi proti severu in je Siena svojo pozornost usmerila na Montalcino. Leta 1145 so bili menihi prisiljeni zapustiti grad Radiefani Sienski. Leta 1189 je papež Klemen III. postavil pieve iz Montalcina pod škofa v Sieni. Filippo Malavolti, podeštat iz Siene, je leta 1200 napadel in delno uničil Montalcino. Sporazum iz leta 1212 je določal, da mora samostan Sieni predati četrtino svojih ozemelj, vključno z Montalcinom.
Leta 1291 je papež Nikolaj IV. odredil združitev samostana z Guglielmitami, reformirano vejo benediktincev, da bi samostanu vrnil moč in vpliv. Papež Pij II. pa je po novem obdobju propadanja v 15. stoletju sv. Antima priključil novi škofiji Montalcino-Pienza (1462), katere škof je bil Pijev nečak. Samostan je propadel do te mere, da so ga v 19. stoletju uporabljali kot hlev. V 1870-ih ga je obnovila italijanska država.
Leta 1992 je samostan ponovno postal aktiven s prihodom nove verske skupnosti Canons Regular iz reda Premonstratencev.

## Arhitektura
Arhitektura cerkve, pretežno iz travertina, je bližje samostanom v Burgundiji kot stavbam Toskane ali severne Italije. Osamljena lokacija kaže vplive znamenitega francoskega samostana Cluny. Omeniti je treba tudi presenetljivo podobno cerkev v samostanu Vignory v Šampanji. Prevladuje skoraj cistercijanska preprostost. Presenetljivi so tudi nekateri lombardski elementi - jasno prepoznavni na stolpu, pa tudi znotraj, kjer pilastri strukturirajo stene. Tlorisu manjka transept - prečna ladja.
Med karolinško zgradbo sta vidna apsida (imenovana Cappella Carolingia) in portal, bogato okrašen z živalskimi in rastlinskimi motivi. Karolinška kapela ima freske Giovannija d'Asciana z zgodbami svetega Benedikta. Prostor služi kot   kot zakristija. Pod kapelo je kripta z glavno in dvema stranskima ladjama, razdeljena s štirimi stebri.
Sala Capitolare (kapiteljska dvorana) je okrašena s trojnim oknom s krogovičjem z bogato okrašenimi kapiteli. Francosko navdihnjen je ambulatorij z radialnimi kapelicami. V Italiji je ta shema znana samo v Santa Trinità iz Venose in pri stolnicah Acerenza in Aversa, vse v južni Italiji in v Santa Maria iz Piè di Chianti v Markah. V ambulatoriju, kornem obhodu, so bili romarji molili Martyrium, kraj, kjer je postavljena svetnikova relikvija.
Ozka glavna ladja navdušuje s svojo višino 20 metrov. Strma notranjost in spremembe stebrov v trismernem ritmu so v Toskani nenavadne. Nadstropje nad arkadami je tudi po italijanskih merilih izjemno nenavadno. Italijanske cerkve iz tega obdobja nimajo odprtin nad arkadami, imajo pa široko stensko površino, na katero bi lahko pritrdili freske ali mozaike. Stranske ladje in ambulatorij so križnorebrasto obokani, glavna ladja pa ima paličje.
Omeniti velja tako imenovan kapitel Daniel v levjem brlogu, delo francoskega mojstra z imenom Cabestany. Prikazuje Daniela, kako moli med lačnimi levi in na drugih straneh leve, ki požrejo tožilce. Ta upodobitev Daniela v levjem brlogu je bila v krščanskem srednjem veku izjemno pogosta na glavičih in po navadi ponazarja moč vere proti na videz premočnim nasprotnikom.
Zunanje stene so delno obložene s ploščami iz alabastra; če se stene osvetli, se svetloba prevaja ali odbija.
Glavni portal je iz leta 1250. Prvotno je bil načrtovan dvojni portal, druga polovica pa je bila uporabljena za cerkev Santa Maria Assunta v San Quirico d'Orcia. Kapitel s fasade prikazuje, na primer preklado v San Quirico d'Orcia, motiv, ki bolj pripada nemški ali francoski romaniki. Preklada prikazuje simetrično razporeditev hibridnih bitij z orlovo glavo in levjim telesom. Na sosednjih slikovnih poljih najdemo tudi mitska bitja - mešanico kače s krili in krokodiljo ali pasjo glavo. Na stranskih črtah so tudi okraski, ki se nanašajo na nemške modele. Posebej dekorativen je stranski portal na južni strani, ki prikazuje različne oblike na obeh straneh in v prekladi.
Na zvoniku je najpomembnejši zunanji relief Sant'Antima, Madona z evangelisti z začetka 12. stoletja, arhaično stroga kompozicija iz časov, ko se je na severu Evrope že začela velika faza katedralnega kiparstva - na primer s kraljevim portalom v Chartresu okoli leta 1145.

## Galerija
- Karolinška kapela
- Križanje
- Stena glavne ladje
- Freske
- Ostanki križnega hodnika
- Glavna ladja
- Pogled v oltar
- Igra svetlobe
- Kripta